# Maliattha plumbata
Maliattha plumbata är en fjärilsart som beskrevs av Butler 1889. Maliattha plumbata ingår i släktet Maliattha och familjen nattflyn. Inga underarter finns listade i Catalogue of Life.